# Église de Korso
L'église de Korso (en finnois : Korson kirkko) est située dans le quartier Korso de Vantaa en Finlande,.

## Description
L'église Korso est une long bâtiment asymétrique, qui a été construit en 1962 sur la proposition d'Olli Kuusi, qui a remporté le concours de conception organisé deux ans plus tôt. 
La nef orientée est-ouest se rétrécit vers l'autel à l'extrémité ouest, dont la zone est soulignée par une rangée de bancs pliés. 
Un bâtiment d'aile plus bas abritant, entre autres, une salle paroissiale, est relié à l'église.
Un concours d'architecte a eu lieu au tournant du 21e siècle pour rénover l'église et concevoir un nouveau centre paroissial.
Le concours a été remporté par le projet Puro de Jari Frondelius et Jaakko Keppo. L'église rénovée et le nouveau centre paroissial ont été inaugurés en 2001.
Le crucifix qui était auparavant sur l'autel a été placée dans le grenier de l'église, les textiles de l'église ont été conçus par Katri Haahti et les fonts baptismaux en céramique ont été conçus par Irma Weckmann.
La chapelle du nouveau centre paroissial et les vitraux de la salle paroissiale ont été conçus par l'artiste Carolus Enckell. 
Le clocher de l'église a été renové mais les cloches sont les mêmes. Les phrases « Venez car tout est préparé », « Servez le Seigneur avec joie » et « Gloire à Dieu au plus haut des cieux » y sont inscrites.

## Galerie

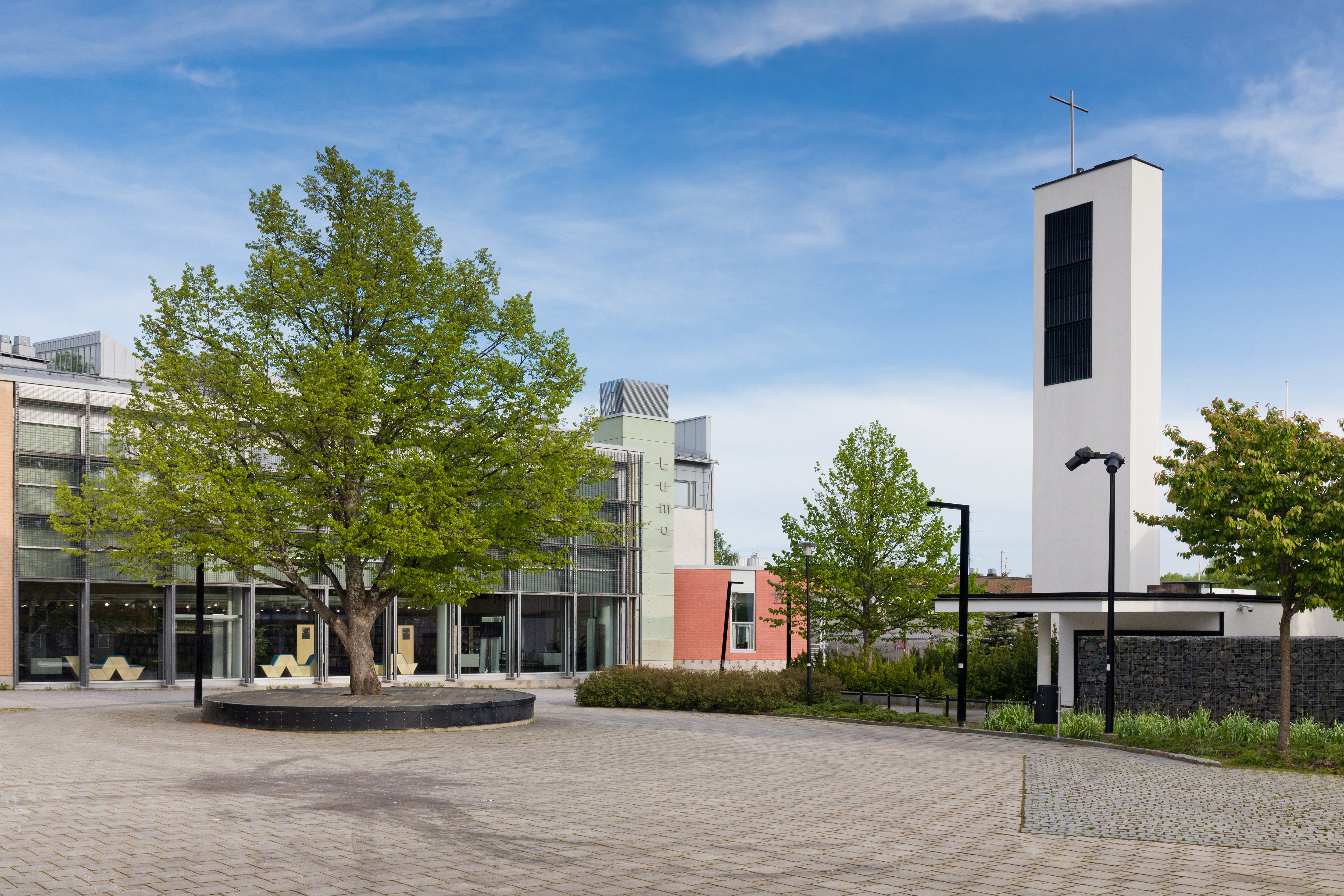
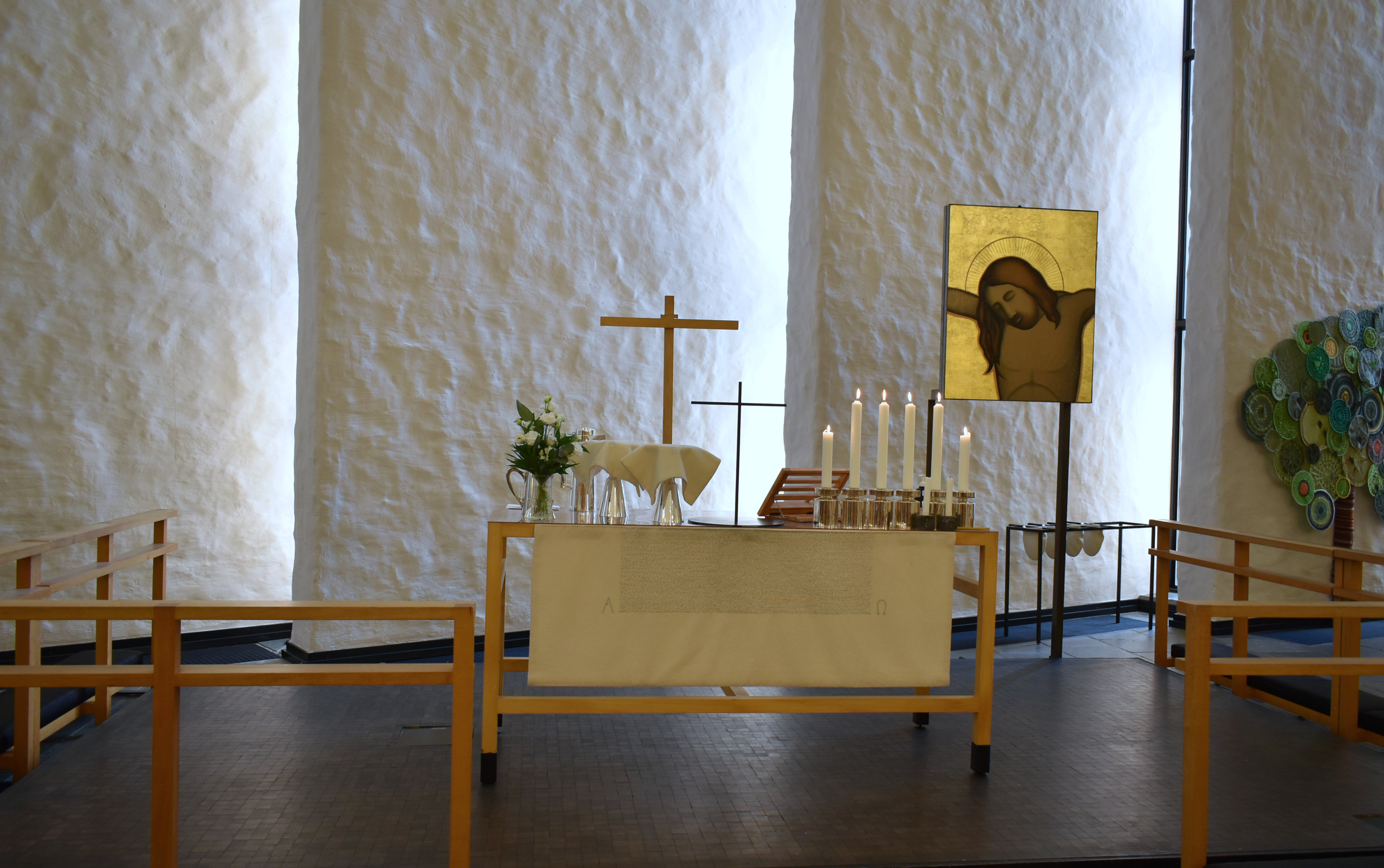
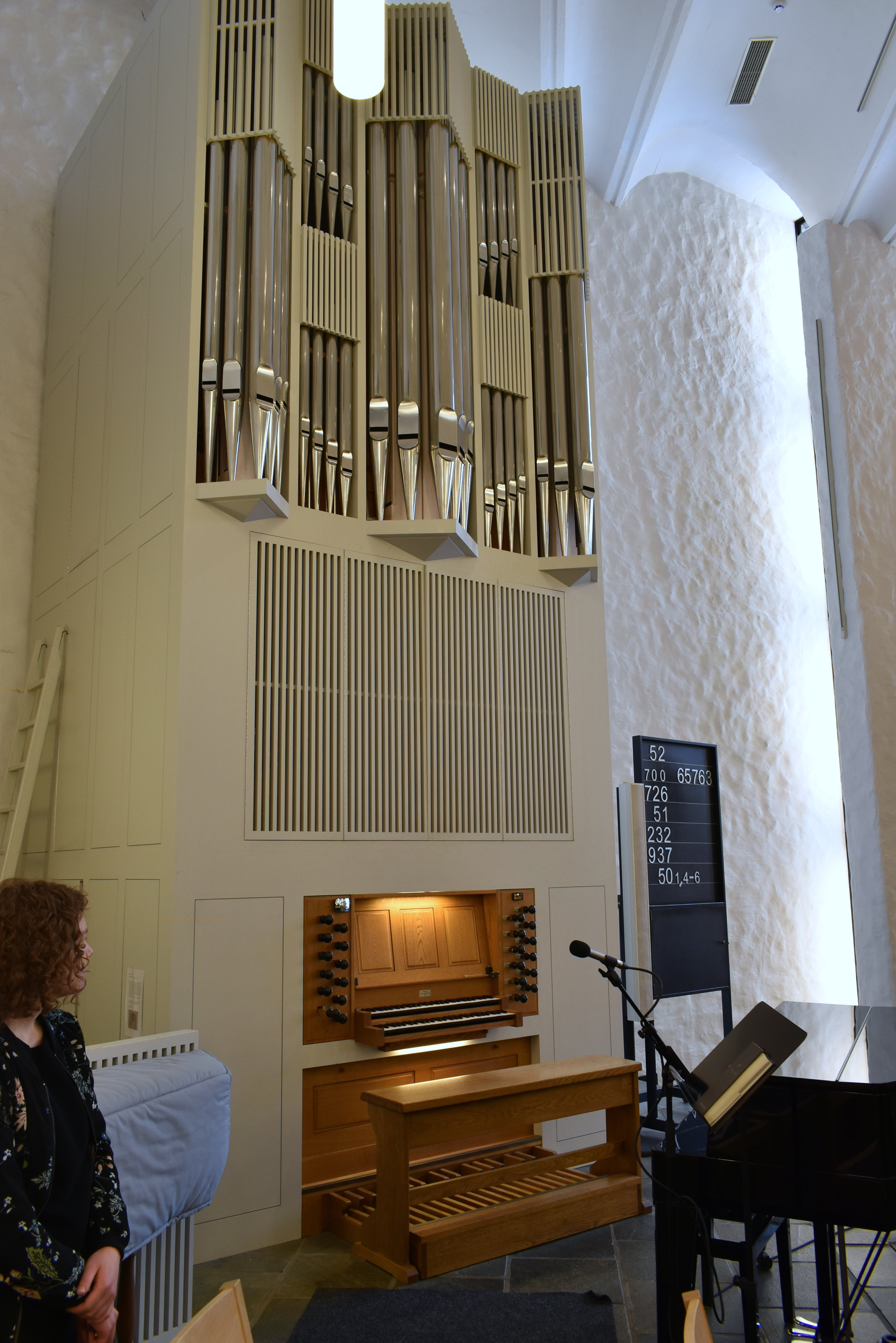